# Kang Yeong-suk
Kang Yeong-suk (강영숙?; Pusan, 16 settembre 1981) è un'ex cestista sudcoreana.

## Carriera
Con la Corea del Sud ha disputato due edizioni dei Campionati del mondo (2006, 2010).